# 沃格尔之战
沃格尔之战（法语：Bataille de Wörgl）发生于1809年5月13日。此役中，法国元帅弗朗索瓦·约瑟夫·勒费弗尔率领的巴伐利亚军队袭击了由约翰·加布里埃尔·查斯特勒·德·库塞尔指挥的奥地利小分队。巴伐利亚人在奥地利城镇沃格尔、拉滕贝格和瑟尔的一系列行动中重创了库塞尔的部队。沃格尔位于现代德国边界以南的因河上游约20公里。
蒂罗尔在第五次反法同盟爆发时发动起义。当地居民迅速联合起来，杀死、俘虏或击溃了该地区的巴伐利亚和法国驻军。很快，由约翰·库塞尔中将带领的奥地利正规师加入了叛军。
5月中旬，勒费弗尔率领巴伐利亚第七军从北部和东北部向蒂罗尔推进。巴伐利亚人在沃格尔战胜库塞尔的军队后，这位奥地利将军放弃了蒂罗尔，并试图与匈牙利撤退的军队会合。这场胜利让巴伐利亚人暂时占领了因斯布鲁克，尽管并非没有额外的战斗。然而，蒂罗尔叛乱远未结束。即使在7月初奥地利正规军在瓦格拉姆战役中被击败后，当地的叛军仍在抵抗法军。叛乱直到1810年2月才平息。

## 背景
奥地利在第三次反法同盟战败后将蒂罗尔移交给巴伐利亚，蒂罗尔的居民逐渐对他们的新领主产生了愤怒。新统治者不仅对该省实施巴伐利亚法律和征兵制，而且未能尊重蒂罗尔的社会和宗教自由。当奥地利军队于1809年4月入侵巴伐利亚和意大利王国时，蒂罗尔爆发了反抗其占领者的叛乱。蒂罗尔的非正规军迅速击溃了巴伐利亚和法国在当地的大部分驻军。这次起义不仅切断了意大利和巴伐利亚之间法国与盟军的通讯，而且还为在两个战区作战的奥地利军队提供了链接。

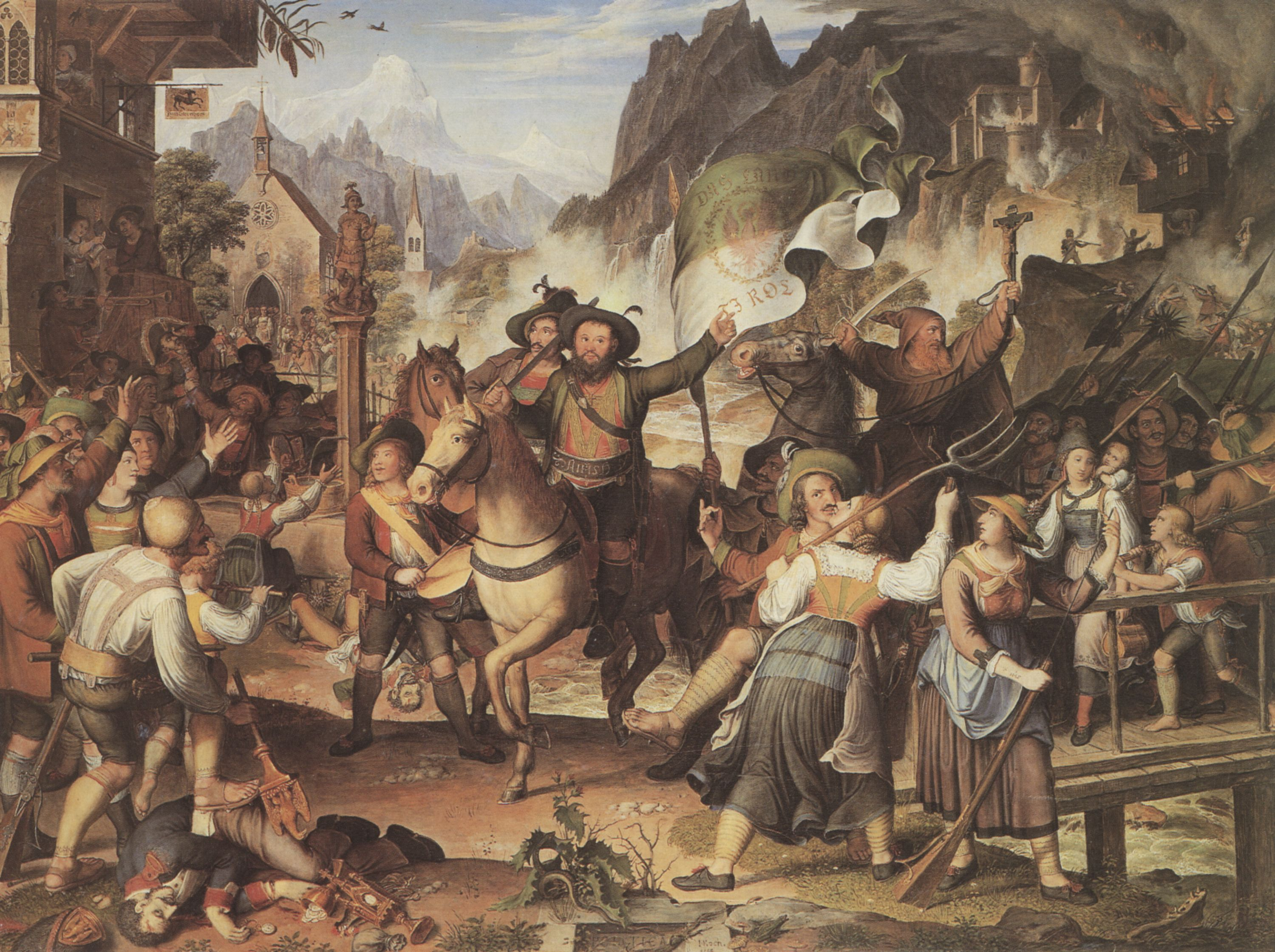
蒂罗尔民兵

为了协助蒂罗尔的叛乱，卡尔大公命令他的兄弟约翰大公派一个师的奥地利正规军前往蒂罗尔。约翰大公派了库塞尔的师。在库塞尔到达之前，蒂罗尔人已经在因斯布鲁克取得了一系列的胜利。蒂罗尔民兵连续两天袭击了当地的巴伐利亚驻军。5月13日，3,860名巴伐利亚士兵向蒂罗尔人投降。此外还有2,050名法国征召兵被困。在数次无谓的抵抗后，被困的法军士兵也选择投降。
奥地利的主要军团在拿破仑于4月21日在兰休特战役中击溃约翰·冯·希勒的部队后向后方撤退，4月22日，卡尔大公的部队在埃克米尔之战中再次被法军击败。4月27日，拿破仑命令勒费弗尔的第7军团占领萨尔茨堡。法军于弗朗茨·杰拉西奇的部队撤离后占领了该地。

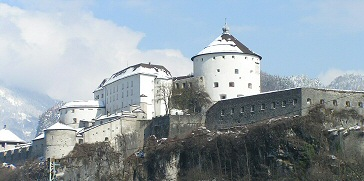
库夫施泰因堡垒坚守了一个月

5月1日，巴伐利亚的路德维希麾下的一个旅袭击了萨尔察赫附近的卢格山口。1,850名巴伐利亚人被420名奥地利士兵击退。巴伐利亚军队损失了200人，而守军仅损失了30人。这个旅随后向东边的阿布特瑙移动。这一次，奥地利人在杰拉西奇的指挥下坚守阵地，这一次交火中奥地利军队有35人伤亡，70人被俘。巴伐利亚军队的损失则没有报告。大约在这个时候，伯恩哈德·伊拉斯姆斯·冯·德罗伊中将的师在蒂罗尔叛军手中遭受了轻微的失败。勒费弗尔向拿破仑提议派两个营的增援来帮助德罗伊。皇帝拒绝了这个提议，而是指示元帅带着他的大部分部队前往库夫施泰因城堡来救援被围困的法军士兵。因此，勒费弗尔带着大部队一起向库夫施泰因推进，留下路德维希的师控制萨尔茨堡。
5月11日，德罗伊的法军步兵师成功救援了库夫施泰因城堡，接纳了576名守军。这些守军已经抵抗了3,000名蒂罗尔和奥地利围攻者整整一个月。同一天，维德的巴伐利亚部队从萨尔茨堡向东南推进，在洛弗袭击了600名蒂罗尔人。巴伐利亚军队阵亡22人，伤44人，对手伤亡约70人。5月12日，维德率领7,500名士兵前往魏德灵，在那里他与奥军再次交战，奥军约有100人伤亡，巴伐利亚军队死伤40人。

## 战斗
沃格尔位于库夫施泰因西南约15公里。与此同时，德罗伊的师在库夫施泰因方向的因河谷。

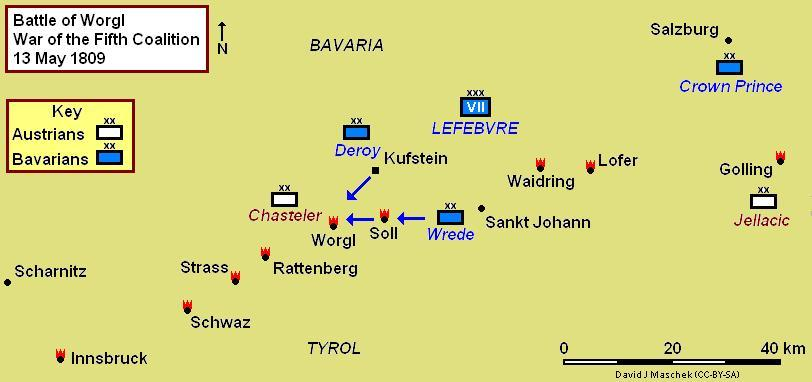
沃格尔战役地图

库塞尔试图用约11个步兵营、三个半骑兵中队和17门大炮组成的5,000名奥地利正规军来阻止巴伐利亚人的进一步行动。奥地利人在交战中惨败。最终从因河谷向西南撤退。在撤退期间，双方在拉滕贝格爆发了小规模战斗。
历史学家迪格比·史密斯说，战斗中有3,000名奥地利人被杀、受伤和被俘。巴伐利亚人缴获了9门火炮、27辆弹药车和三面战旗，并“有效摧毁”了库塞尔的指挥部。
5月14日至15日，维德在施特拉斯和施瓦茨与3,000名蒂罗尔非正规军发生冲突。巴伐利亚人报告了33人死亡和158人受伤，而他们的对手则有90人伤亡，另外还有185人被俘。勒费弗尔在5月20日之前占领了因斯布鲁克，并乐观地报告说起义很快就会被镇压。然而，蒂罗尔的起义还没有结束。
在约翰大公的命令下，库塞尔从蒂罗尔撤出了残兵，并沿着德拉瓦河谷移动。6月9日，他率领4,000至5,000名士兵在克拉根福袭击了让-巴蒂斯特·多米尼克·鲁斯卡的意大利师。库塞尔最终被击退，但成功溜到马里博尔附近的安全地带。在很短的时间内，他的行军切断了欧仁·德·博阿尔内的军队与意大利东北部之间的通讯。
当拿破仑在阿斯珀恩-埃斯灵战役中失败并随后集中兵力进行决战后，蒂罗尔叛乱再次爆发，起义军在6月和7月取得了许多胜利。勒费弗尔重新占领了因斯布鲁克，但蒂罗尔人在8月13日的第三次贝尔吉塞尔战役中击败了巴伐利亚人，再次将他们赶出了山区。让-巴蒂斯特·杜洛埃在11月1日的第四次贝尔吉塞尔战役中接管了法军，并以明显的优势战胜了叛军。

## 脚注
1. 1 2 3 4  Bodart 1908，第403頁.
2. 1 2 3 4 5 6 7 8 9 10 11  Smith 1998，第303頁.
3. 1 2 3  Petre 1976，第263頁.
4. 1 2  Arnold 1995，第20頁.
5. ↑  Arnold 1990，第67頁.
6. ↑  Schneid 2002，第66頁.
7. ↑  Arnold 1995，第103頁.
8. ↑  Arnold 1995，第21頁.
9. ↑  Smith 1998，第291-292頁.
10. ↑  Petre 1976，第221頁.
11. ↑  Petre 1976，第224頁.
12. ↑  Smith 1998，第296-297頁.
13. ↑  Smith 1998，第299頁.
14. ↑  Petre 1976，第249-250頁.
15. ↑  Smith 1998，第301頁.
16. ↑  Smith 1998，第301-302頁.
17. 1 2  Smith 1998，第302頁.
18. 1 2  Epstein 1994，第124頁.
19. ↑  Petre 1976，第272頁.
20. ↑  Epstein 1994，第134-135頁.
21. ↑  Arnold 1995，第180頁.
22. ↑  Smith 1998，第331頁.
23. ↑  Smith 1998，第336頁.

## 延伸阅读
- Bowden, Scotty; Tarbox, Charlie. . Arlington, Texas: Empire Games Press. 1980. ISBN 0-913037-08-7.
- Rothenberg, Gunther E. Napoleon's Great Adversaries, The Archduke Charles and the Austrian Army, 1792-1814. Bloomington, Ind.: Indiana University Press, 1982 ISBN 0-253-33969-3